# 中歐數學奧林匹克
中歐數學奧林匹克（Mitteleuropäische Mathematikolympiade，簡稱MEMO），是中歐國家的數學競賽，前身是奧地利－波蘭數學競賽（Österreich Polnischer Mathematik Wettbewerb，簡稱ÖPMW）。
第一屆比賽，2007年在奧地利布爾根蘭州艾森斯塔特舉行。參賽的是中歐國家克羅地亞、奧地利、波蘭、瑞士、斯洛伐克、斯洛文尼亞、捷克。雖然德國和匈牙利符合參賽資格，但起初都只派出觀察員。
奥地利在2018年的比赛中获得了满分。

## 優勝者
比賽除了個人賽外，也有團體賽。在團體賽中，優勝者依次為：波蘭、克羅地亞、捷克。

## 外部連結
- （德文）第一屆比賽資料